# Hypnodon
Hypnodon là một chi rêu trong họ Rhachitheciaceae.